# 大利克鎮區 (北卡羅萊納州斯坦利縣)
大利克鎮區（英語：Big Lick Township）是位於美國北卡羅萊納州斯坦利縣的一個鎮區。

## 地方資料
大利克鎮區的面積為105.15平方千米，皆為陸地。根據2020年美國人口普查的數據，當地共有人口5332人，而人口密度為每平方千米50.71人。